# جنبش ۶ آوریل
جنبش جوانان ۶ آوریل (به مصری جدید: حركة شباب ۶ ابريل) گروه فیسبوکی مصری است که توسط احمد ماهر، اسماء محفوظ در بهار ۲۰۰۸ برای حمایت از کارگران شهر صنعتی محله الکبری که برای اعتصاب در تاریخ ۶ آوریل برنامه داشتند، ایجاد شد.
فعالان به شرکت‌کنندگان گفتند تا سیاه بپوشند و روز اعتصاب در خانه بمانند. تارنگارنویسان و شهروندخبرنگاران از فیس‌بوک، توییتر، فلیکر، تارنگارها و دیگر ابزارهای رسانه برای گزارش اعتصاب، و هشدار به شبکه‌ها دربارهٔ فعالیت پلیس، سازمان‌دهی حفاظت قانونی و جلب نظرها به تلاش‌هایشان استفاده کردند.
تا ژانویهٔ ۲۰۰۹ این گروه حدود ۷۰ هزار عضو عمدتاً جوان و تحصیل‌کرده داشت که بیش‌ترشان تا پیش از آن در سیاست فعال نبودند؛ دغدغه‌های اصلی آن‌ها شامل نبود آزادی بیان، وجود خویشاوندسالاری در دولت و اقتصاد راکد کشور است.
همچنین اعضای گروه چند راهپیمایی عمومی برای آزادسازی خبرنگاران دربند و اعتراضات مرتبط با جنگ غزه ۲۰۰۸–۲۰۰۹ در اعتراض به اسرائیل را سازماندهی کردند.